# Ruby Rose
Ruby Rose   (Melbourne, 20 de març de 1986) és una persona no-binària actriu, model i presentadora de televisió australiana.
Rose va perseguir la carrera d'actriu a partir del 2008. Va participar en la tercera temporada de la sèrie Netflix Orange Is the New Black (2015–16) i un poc més tard va aconseguir papers en pel·lícules notòries com Resident Evil: The Final Chapter (2016), XXX: Return of Xander Cage (2017), i John Wick: Chapter 2 (2017). El 2017 va coprotagonitzar la comèdia musical Pitch Perfect 3, i el 2018 la pel·lícula de monstres The Meg. Actualment protagonitza la sèrie de l'Arrowverse Batwoman com a Kate Kane/ Batwoman.